# Айбар (село)
Айба́р (крим. Aybar, з 1945 по 2023 рік —Во́йкове) — село Курманського району Автономної Республіки Крим.

## Історія
Село існувало ще за часів Кримського ханства, у документах вперше згадується в «Камеральному Описі Криму…» 1784 року.
З кримськотатарської мови aybar перекладається як «світлий як місяць».
21 серпня 1945 року, указом Президії Верховної Ради РРФСР Айбар перейменували на Войкове.
У 2015 році село було внесено до переліку населених пунктів, які потрібно перейменувати згідно із законом «Про засудження комуністичного та націонал-соціалістичного (нацистського) тоталітарних режимів в Україні та заборону пропаганди їхньої символіки».
12 травня 2016 року постановою Верховної Ради України селу повернено історичну назву. Ця постанова «набирає чинності з моменту повернення тимчасово окупованої території Автономної Республіки Крим та міста Севастополь під загальну юрисдикцію України». Постанова набрала чинности у 2023 році.